# Свёкла кормовая
Свёкла кормовая — группа разновидностей обыкновенной корнеплодной свёклы; техническая культура.

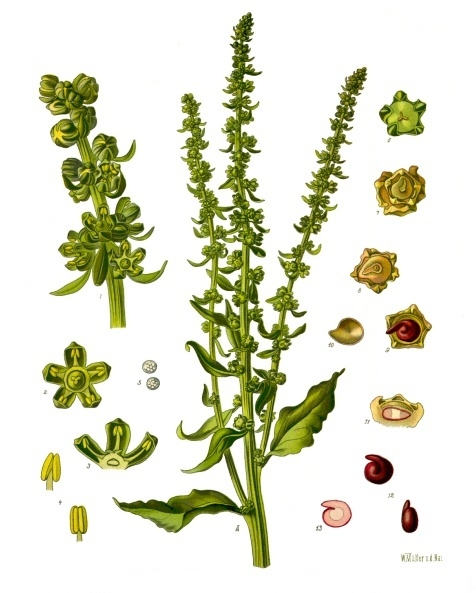
Кормовая свёкла.

## Описание
Кормовая свёкла была выведена в XVI веке в Германии и уже в XVIII веке эта культура быстро распространилась по странам Европы. Используемая часть кормовой свёклы по химическому составу мало отличается от других видов свёклы, но её корнеплоды содержат большое количество клетчатки и волокон.
Кормовая свёкла в первый год жизни формирует крупный (до 1,5—2,7 кг) корнеплод разнообразной формы (мешковидная, овально-коническая, цилиндрическая, шаровидная) и окраски (жёлтая, белая, красная и др.) и розетку зелёных листьев, используемых в качестве сочного корма (листья также силосуют), питательная ценность 0,11 кормовой единицы на килограмм; легко убирается благодаря тому, что корнеплоды на две трети находятся на поверхности.
Возделывается во многих европейских странах, в Америке (США, Канада, Бразилия и др.), в Австралии, Новой Зеландии, Алжире, Тунисе и др. Уход за посевами аналогичен уходу за столовой свёклой. Убирают кормовую свёклу картофелекопателями, картофелеуборочными комбайнами, свеклоподъёмниками. Хранят в буртах или хранилищах. Урожай корнеплодов доходит до 900—1100 центнеров с гектара.